# Бекштрем, Альберт Густавович
Альберт Густавович Бе́кштрем (швед. Albert Bäckström, полное имя Альберт-Иоганн-Вильгельм) (1872, Санкт-Петербург — 1919, Воронеж) — российский филолог, этрусколог, папиролог. Также автор ряда исследований и работ в области истории медицины, педагог.

## Биография
Альберт Иоганн Вильгельм Бекштрем родился 7 января 1872 года в Санкт-Петербурге в лютеранской семье. Отец, Густав Адольф Бекштрем, приехал из Финляндии, на русский манер именовал себя Густавом Васильевичем, дослужился до чина статского советника. Мать, Александра (урождённая Пакканен), была финкой по национальности.
В 1897 году Альберт окончил историко-филологический факультет Петербургского университета. Специализировался по кафедре классической филологии, сдавал устные и письменные экзамены (испытания) по древним языкам и литературе, античному искусству, философии.
После окончания университета Альберт Бекштрем преподавал древние языки сначала в 7-й, а затем в 6-й гимназии в Петербурге. Директором 6-й гимназии в это время был известный педагог, профессор Петербургского университета Густав Густавович Зоргенфрей. Бекштрем получал жалования 900 рублей в год, дослужился до чина коллежского советника, его имя постоянно значится в справочнике «Весь Петербург» в начале XX века. С 1898 года Альберт Бекштрем регулярно публиковал статьи в научных журналах Петербурга — «Журнале Министерства народного просвещения» и «Гермесе». Также публиковался на немецком языке.
В ноябре 1906 года уволен согласно собственному прошению «по совершеннейшему расстройству здоровья». К этому времени Альберт Бекштрем был женат на католичке Люси Алисе Буртон и имел троих детей: Эрик Оскар (1898—1956), Гризельда Маргарита (1899—?) и Елена Юлия Евгения (1900—1981), записанными, как и их отец, лютеранами.
Альберту Бекштрему была «назначена по тяжелой неизлечимой болезни за свыше девятилетнюю службу усиленная пенсия по четыреста рублей в год».
В 1907 году Бекштрем вступил в Русское археологическое общество. В 1908 году переехал в Юрьев и поступил на естественное отделение физико-математического факультета Юрьевского университета, но проучился там недолго. В следующем году перевёлся на медицинский факультет, «занимаясь историей медицины и чувствуя недостаток медицинских познаний». Второе образование Альберт Бекштрем так и не смог получить, дважды отчислялся за неуплату денег за обучение, затем восстанавливался и к 1918 году всё ещё учился на 2-м курсе. В этом же году Бекштрем приехал в Воронеж; жил на Тулиновской улице (ныне ул. Комиссаржевской); 15 августа 1918 года подал заявление о желании продолжать обучение на медицинском факультете только открывшегося Воронежского государственного университета. Постановлением совета медицинского факультета от 7 декабря 1918 года был зачислен на третий курс. Вероятно, преподавал на историко-филологическом факультете древние языки, но документальных свидетельств этому не обнаружено. Весной 1919 года этот факультет был преобразован в факультет общественных наук.
В июне 1919 года Альберт Бекштрем скончался. Был похоронен, вероятно, на лютеранском участке Чугуновского кладбища. Могила, как и всё кладбище, не сохранилась.

## Научная деятельность
Практически сразу после окончания Петербургского университета Альберт Бекштрем начал активно публиковаться в петербургских журналах: «Журнале Министерства народного просвещения» и «Гермесе». На русском языке им было опубликовано около 60 статей, точное число публикаций на немецком неизвестно. Кроме этого Бекштрем владел английским, французским и итальянским языками и рецензировал труды ведущих европейских учёных. Среди тем, которые его интересовали: этрускология, папирология, история медицины, преподавание греческого и латыни.
Последние известные публикации Бекштрема относятся к 1917 году.

## Публикации

### Статьи
- 1898
  - Погибшая рукопись Павла Эгинского. — Журнал Министерства народного просвещения. Спб., 1898, авг., отд. V, c. 66-112; сент., c. 113—114.

О рукописи хирурга и акушера Павла Эгинского. Рукопись найдена автором в Синодальной библиотеке.
- 1899
  - Неизданные отрывки Руфа Эфесского. — ЖМНП. Спб., 1899, март, отд. V, c. 121—132.

Рукописи XIV века из Московский Синодальной библиотеки с отрывками фармакологического содержания
  - Две рукописи «Катомномахии» Феодора Продрома. — ЖМНП. Спб., 1899, окт., отд. V, c. 22—32; нояб., c. 33—51.
- 1900
Орозий и его Петербургские списки. — ЖМНП. Спб., 1900, авг., отд. V, c. 63—70; сент., c. 71—100; окт., c. 41—48; нояб., c. 49—80.
- 1901
  - К вопросу о жизни Колумеллы. — ЖМНП. Спб., 1901, апр., отд. V, c. 19—27.

Также напечатано в сборнике, посвящённом 30-летию педагогической деятельности П. В. Никитина: Commentationes Nikitinianae. СПб.: тип. «В. С. Балашев и К°», 1901, c. 19-27
- 1902
  - К поэме Рабирия «De bello Alexandrino». — ЖМНП. Спб., 1902, июнь, отд. V, c. 283—293.
- 1903
  - Секстий Нигер и два греческих папируса из собрания В. С. Голенищева. — ЖМНП. Спб., 1903, февр., отд. V, c. 56—75.

О фармакологическом справочнике. Позднее включён в P. Ross.-Georg., т. I, № 19.
- 1904
  - Димитрий Апамейский и его отрывки. — ЖМНП. Спб., 1904, дек., отд. V, c. 546—585.

На с. 576—578 текст и перевод папируса, в котором говорится о враче Димитрии.
- 1907
  - Гиероскопия в Греции. — Гермес, 1907, № 3, с. 72-75; № 4, с. 93-94.
  - Из области этрускологии. — ЖМНП. Спб., 1907, июль, отд. V, c. 315—362; авг., с. 363—382; сент., с. 432—445; 1908, февр., с. 37-84; март, с. 85-103.
- 1908
  - О чтении философских сочинений Цицерона в гимназиях. — Гермес, 1908, № 1, с. 25-26; № 2, с. 48-51.
  - Эпизоды из борьбы Pro и Contra. Гермес, 1908, № 8, с. 218—220; № 9, с. 243—247.

О дискуссии, вызванной докладом Оствальда, химика, утверждавшего, что образовательное значение имеет только естествознание и что филология, особенно классическая, бесполезна.
  - Исследования в области этрускологии. Вып. 1-2 СПб., Изд-во М. А. Александрова, 1908. Вып. I: Обозрение исторического развития этрускологии, её состояния, успехов и задач. 40 с. Вып. II: 174 с (см. пред.)
  - Прошлое и настоящее этрускологии, её успехи и задачи. ЗКОРАО, т. V, 1908, № 1-8. 248 с.
  - Аграмский ритуал. — Гермес, 1908, № 15, с. 390—396; № 16, с. 421—425.

По мнению автора, на свитках Аграмской мумии описан ритуал погребения.
  - Медицинский факультет Монпелье до середины XIV века. — ЖМНП. Спб., 1908, сент.; окт.; 1909, апр. Отд. изд. Спб.: Сенат. тип., 1908, 89 с.
  - Материалы по истории масонства в России : Из бумаг Дмитрия Паглиновского. М.: Имп. О-во истории и древностей рос. при Моск. ун-те, 1908, 14 с.
- 1909
  - Медицинские папирусы собрания В. С. Голенищева. — ЖМНП. Спб., 1909, нояб., отд. V, c. 443—481. Отд. изд. Спб.: Сенат. тип., 1909, 41 с.

Папирусы, позднее включённые в P. Ross.-Georg., т. I, № 20. Отрывки из сочинений Секстия Нигера, Сорана, из их сочинений о глазных болезнях.
  - Бернгард Гурдонский и его сочинения. Вып. 1. Спб.: Сенат. тип., 1909.
- 1910
  - Иероскопия. — ЖМНП. Спб., 1910, апр., отд. V, c. 151—209. Отд. изд. Спб.: Сенат. тип., 1910, 61 с.

Папирус о гадании по внутренностям. На с. 175—189 текст и перевод папируса из собрания В. С. Голенищева. На с. 201—205 о папирусе Amherst Papyri, II, 14 — текст и перевод. 
Папирус, опубликованный в статье, вошёл в издание: Zereteli und Jernstedt. Pap. Russisch. und Georgisch. Samlungen. V. 1, с. 145—152.
Рец.: Ф. В. — Гермес, 1910, № 20, с. 519—520.
  - Ещё раз о поэме Рабирия. — ЖМНП. Спб., 1910, авг., отд. V, c. 381—399

О текстах на папирусах из Геркуланума.
  - О литературной форме медицинских учебников в древности. — ЖМНП. Спб., 1910, нояб., отд. V, c. 448—508.

На с. 502—504 отрывки текста на папирусе о болезни волос. Папирус включён позднее в P. Ross.-Georg., т. I, № 21.
- 1911
  - Загадочный диск. — ЖМНП. Спб., 1911, дек., отд. V, c. 549—602.

Первое в России исследование Фестского диска.
- 1912
  - Новый философ начала VI в. до Р. Х. — Гермес, 1912, № 6, с. 165—171.

О псевдогиппократовском сочинении «περἰ εβδομάδων», содержащем гилозоистическое учение VI или VII в., автор которого жил до Пифагора.
- 1913
  - К оценке руководства Павла Эгинского. — ЖМНП. Спб., 1913, май, отд. V, c. 209—221.

Руководство по медицине.
  - Две страницы из учебника глазных болезней средины II в. после Р. Хр. (Сообщено в заседании О-ва 28 нояб. 1912 г.)  Юрьев: тип. К. Маттисена, 1913. 42 с., 8 илл.

О папирусе I в. н. э. из собрания В. С. Голенищева. Перевод текста на с. 2-3.
- 1914
  - Herodas или Herondas? — ЖМНП. Пг., 1914, окт., отд. V, c. 424—436.
  - Цельз и Сушрута о камнесечении. — ЖМНП. Пг., 1914, нояб., отд. V, c. 449—460; дек., с. 491—525.
- 1916
  - Военно-санитарное дело и общественная помощь в древней Греции. — ЖМНП. Пг., 1916, март, отд. V, c. 91-130.
- 1917
  - Ad pap. artentorat. — ЖМНП. Пг., 1917, сент., отд. V, c. 299—303.

Папирус 69-96 гг. н. э. Учение о лихорадке в античной медицине.

### Рецензии
- 1908
  - Ribezzo F. La lingua degli antichi Messapii. Napoli, 1907, V, 107 p.

Рец.: Бекштрем А. — Гермес, 1908, № 3, с. 60—64
  - Witkowski St. Epistulae privatae Graecae quae in papyris aetatis Lagidarum servantur. Lipsiae, 1906. 96, 144 p.

Рец.: Бекштрем А. — Гермес, 1908, № 5, с. 113—114
  - Traube L. Nomina Sacra. Versuch einer Geschichte der christlichen Küzung. München, 1907. 295 S.

Рец.: Бекштрем А. — Гермес, 1908, № 8, с. 201—202
- 1909
  - Wellmann Max. Philumeni de venenatis animalibus eorumque remediis e codice Vaticano (Corpus Medicorum Graecorum auspiciis Academiarum associatarum ediderunt Academiae Berolinensis Hauniensis Lipsiensis. X, 1.1. Lipsae, 1908. 71 p.

Рец.: Бекштрем А. — ЖМНП, 1909 август, отд II, с. 400—402
- 1910
  - Ziebarth E.[нем.] Aus dem griechischen Schulwesen. Leipzig und Berlin, 1909.

Рец.: Бекштрем А. — Гермес, 1910, № 14, с. 365—371
  - Hall E. H. The Decorative art of Crete in the Bronze Age. Winston, Philadelphia, 1907. 47p. ills.

Рец.: Бекштрем А. — Гермес, 1910, № 16, с. 408—410
  - Nelson A. Die Hippokratische Schrift περἰ φυτων. Text und studien. Uppsala, 1909. 119 S.

Рец.: Бекштрем А. — Гермес, 1910, № 16, с. 410
  - Sudhoff K. Ärztliches aus griechischen Papyrus-Urkunden. Bausteine zu einer medizinischen Kulturgeschichte des Hellenismus. Leipzig, 1909. 296 S. (Studien zur Gesch. der Medizin, hrsg. von der Puschmann — Stiftung an der Univ. Leipzig, Hf 5/6)

Рец.: Бекштрем А. — Гермес, 1910, № 17, с. 432—433
  - Meyer Ed. Theopomps Hellenika. Mit einer Beilage über die Rede an die Larisaeer und die Verfassung Thessaliens. Mit einer Karte. Halle, 1909. IX 291 S.

Рец.: Бекштрем А. — Гермес, 1910, № 19, с. 485—487
- 1911
  - Thulin C. O. Die etruskische Disciplin. III. Die Ritual-bücher und zur Geschichte und Organisation der Haruspices. Göteborg, 1909. IV. 158 S.

Рец.: Бекштрем А. — Гермес, 1911, № 1, с. 8—10
  - Proskauer C. Das auslautende -s auf den lateinischen Inschriften. Strassburg, 1910. 208 S.

Рец.: Бекштрем А. — Гермес, 1911, № 10, с. 245—247
  - Stryk F. von. Studien über die etruskischen Kammergräber. Dorpat, 1910. 136 S.

Рец.: Бекштрем А. — Гермес, 1911, № 10, с. 248—249
  - Bennett Ch. E. Syntax of early latin. V. I. The Verb. Boston, 1910. XIX, 506 p.

Рец.: Бекштрем А. — Гермес, 1911, № 11-12, с. 284—285
  - Фельсберг Э. Р. Братья Гракхи. Юрьев, 1910. 248 с. Также УЗЮУ, 1910. № 1-8. 248 с.

Рец.: Черняев П. Н. — Гермес, 1910, № 14, с. 356—358
Рец.: Бекштрем А. — Гермес, 1911, № 13, с. 321—324
  - Миронов А. М. Изображение богини Победы в греческой пластике. УЗКазУ, 1911, кн. I—IV, с. 1-253; Отд. изд. Казань, 1911, 253 с. с 31 табл. рис.

Рец.: Бекштрем А. — Гермес, 1911, № 17, с. 417—442
Рец.: Шестаков Д. П. — ЖМНП, 1912 июль, с. 152—158
Ответ автора на церензию Д. П. Шестакова — ЖМНП, 1912, авг., с. 371—374
Рец.: Хвостов М. М. — ЖМНП, 1914 май, с. 140—142
Ответ автора на церензию М. М. Хвостова — ЖМНП, 1914, дек., с. 370—385
  - Havet L.[фр.] Manuel de critique appliquèe aux textes latins. Paris, 1911. XIV. 481 p.

Рец.: Бекштрем А. — Гермес, 1911, № 19, с. 473—474
- 1913
  - Bartels W. v. Die Etruskische Bronzeleber von Piacenza in ihrer symbolischen Bedeutung. Ein Versuch Mit zwei Abb. Berlin, 1910. V. 45 S.

Рец.: Бекштрем А. — Гермес, 1913, № 4, с. 86-88
  - Sudhoff K. Aus dem antiken Badewesen// Weitere medizinischarchäologische Untersuchungen. Mit. 30 Abb. Berlin, 1910. 40 S.

Рец.: Бекштрем А. — Гермес, 1913, № 5, с. 109—110
  - Baehrens W. A. Beiträge zur lateinischen Syntax. Leipzig, 1912. 324 S.

Рец.: Бекштрем А. — Гермес, 1913, № 6, с. 141—142
  - Schonack W. Die Rezeptsammlung des Scribonius Largus; eine kritische Studie, von Wilhelm Schonack. Jena, G. Fischer, 1912. IX. 95 p.

Рец.: Бекштрем А. — Гермес, 1913, № 6, с. 167—169
  - Gleye A. Kretische Studien I. Die westfinnische Inschrift auf dem Diskus von Phaestos. Томск, 1912. 46 с.

Рец.: Бекштрем А. — Гермес, 1913, № 9, с. 233—234
- 1914
  - Cirilli R. Les Prêtres danseurs de Rome, étude sur la corporation sacerdotale des Saliens, par René Cirilli,... Préface de M. J. Toutain. Paris, 1913. XI. 187 p.

Рец.: Бекштрем А. — Гермес, 1914, № 13-14, с. 370—372
- 1915
  - Papyri greci e Latini (Publ. della Società Ital. per la ricerca dei Papipi greci et latini in Eggito) Firenze. V. I, № 1-12, 1912. XIV, 227 p. con 13 tav. fotocollogr. V. 2, № 113—156, Firenze, 1913. X, 101 p. con 5 tav. fotocollogr.

Рец.: Бекштрем А. — Гермес, 1915, № 10, с. 4-6.